# 太阳地蛤
太阳地蛤（学名：Gari hosoyai），帘蛤目紫云蛤科地蛤属。主要分布于中国大陆，常栖息在潮间带至潮下带60米。